# Parque natural de Cala de Hort, Cabo Llentrisca y La Atalaya
El Parque Natural de Cala de Hort, Cabo Llentrisca y La Alataya (en catalán Parc Natural de Cala d'Hort, Cap Llentrisca i Sa Talaia) es un espacio natural protegido español localizado en término municipal de San José, en la isla de Ibiza, comunidad autónoma de las Islas Baleares. Se trata de una zona litoral de gran variedad paisajística, que abarca en sus 2773,31 hectáreas (2208,81 ha terrestres y 564,50 ha marinas). La bahía cerrada de Cala de Hort, el cabo Llentrisca y el pico de La Atalaya de San José constituyen la zona más elevada de la isla.

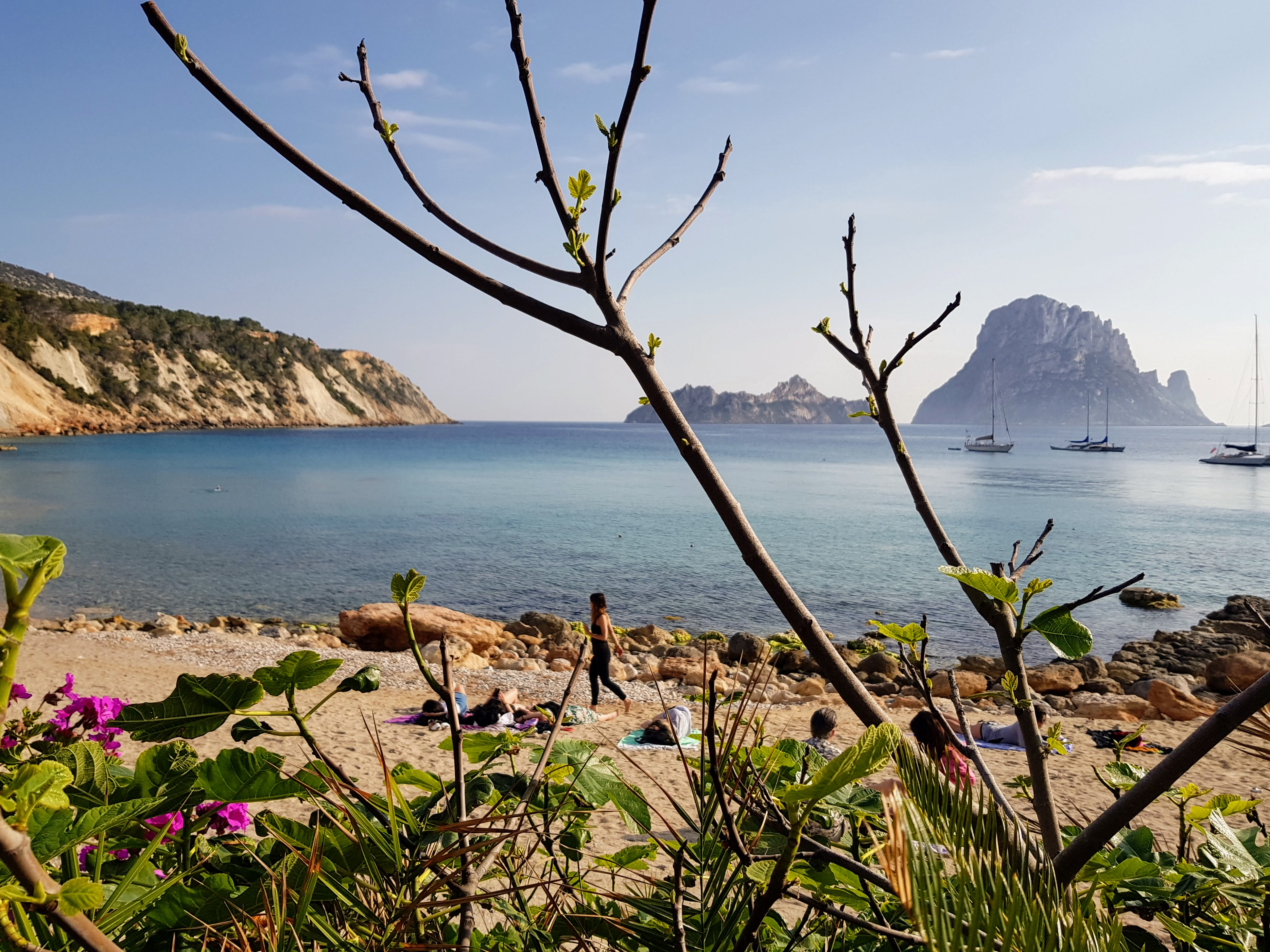
Vista con flores de Es Vedrà desde la Cala de Hort, Es Vedranell.

Entre los principales valores del parque se encuentran un gran número de endemismos vegetales, como la ginesta, además de importantes plantaciones de pinos, garrigas, zarzamoras y adelfas. En la zona existen también numerosas colonias de aves nidificantes, entre las que destaca el halcón de Eleonor, además de las subespecies endémicas de lagartijas presentes en los islotes.
Desde su declaración como espacio natural protegido en febrero de 2002, el parque ha sufrido varias modificaciones en cuanto a su extensión y protección, eliminándose de su delimitación original tanto la zona de La Atalaya, en 2003, como la finca pública de Ses Païses de Cala d'Hort, en 2005, y quedando reducida en la actualidad a los islotes y al ámbito marino. Como consecuencia de estos cambios, la zona ha pasado a conocerse con el nombre de Reservas Naturales de es Vedrá, es Vedranell y los Islotes de Poniente.